# Hammamet (délégation)
Pour les articles homonymes, voir Hammamet (homonymie).
Hammamet est une délégation tunisienne dépendant du gouvernorat de Nabeul.
| Hommes | Classe d’âge | Femmes |
| ------ | ------------ | ------ |
| 1 611  | 75 ou +      | 1 682  |
| 6 736  | 60-74 ans    | 6 121  |
| 9 985  | 45-59 ans    | 9 379  |
| 10 981 | 30-44 ans    | 11 202 |
| 10 011 | 15-29 ans    | 9 244  |
| 9 955  | 0-14 ans     | 9 274  |